# Vanja Radovanović
Vanja Radovanović, född 28 oktober 1982 i  Nikšić i Montenegro, är en sångare som representerade Montenegro i Eurovision Song Contest 2018.